# Thermus aquaticus
Thermus aquaticus – gatunek bakterii, który dobrze znosi wysokie temperatury. Pierwszy raz odkryto ją w gorących źródłach Yellowstone, a wkrótce później w gorącej wodzie wodociągowej na Uniwersytecie Indiany w Bloomington. Rośnie w temperaturach od 65 do 102 °C przy czym optymalne dla niego warunki to: temperatura 100 °C i ciśnienie 45 MPa, zaliczany jest więc do piezofili i termofili ekstremalnych. Jest chemotrofem. Z tej bakterii pochodzi termostabilna polimeraza Taq wykorzystywana w biologii molekularnej w reakcji PCR.